# Charlotte Johannesson
Jonnie Ann-Charlotte (Charlotte) Johannesson, född 28 oktober 1943, är en svensk textilkonstnär.
Charlotte Johannesson var den första svenska kvinna som använde datorer i sitt konstnärskap, tillsammans med sin man Sture Johannesson. Innan dess hade Astrid Sampe använt en digitalt utskriven sinuskurva till prototyp för textilier, men Charlotte Johannesson använde datorkraft fullt ut i sin och sin mans studio Digitalteatern i Malmö 1977–1986, som hade ett av dåtidens mest avancerade Apple-system, enligt Steve Wozniak, och Sveriges första digitala grafiska studio.